# Vémyslice
Vémyslice (Duits: Wennisslitz) is een Moravische vlek (městys) in de Tsjechische regio Zuid-Moravië, en maakt deel uit van het district Znojmo. Vémyslice telt 708 inwoners (2023).

## Geschiedenis
- 1234 – De eerste schriftelijke vermelding van Vémyslice.
- 2006 – De gemeente Vémyslice krijgt (opnieuw) de status vlek.[1]